# Quintueles
Quintueles es una de las parroquias más occidentales del concejo de Villaviciosa, en la comunidad autónoma del Principado de Asturias, España. Cuenta con una población de 827 habitantes según los datos del INE de 2021.

## Geografía
Está situado en la rasa costera del mar cantábrico, zona conocida como "Les Mariñes", en el extremo noroeste del concejo, a unos 19 km de la capital Villaviciosa y a menos de 12 km de Gijón. Limita por el norte con el mar Cantábrico, al este con las parroquias de Somió, Cabueñes y Deva pertenecientes a Gijón, al sur con Arroes y al este nuevamente con Arroes y con Quintes. 
Es un pueblo costero con bellos acantilados que se desploman sobre el mar Cantábrico desde alturas considerables, contando en el límite con la zona de Somió con la playa de la Ñora en la que desemboca el río del mismo nombre que marca la frontera con Gijón. Cuenta con una superficie de 9,81 kilómetros cuadrados y se compone de la entidad de Quintueles formada por nueve barrios (San Clemente, Cerreo, Capellanía, Cazamular, La Corolla, El Peñucal, Friuz, Granderroble y Los Pisones) y la entidad de Rovigo.

### Clima
El clima es oceánico, húmedo y con temperaturas generalmente suaves.

### Flora y fauna
Las tierras de Quintueles están ocupadas principalmente por prados, pomaradas y tierras de cultivo en las zonas llanas, hay bosques de eucaliptos, unos pocos árboles autóctonos (laureles, castaños, robles y avellanos principalmente), y algunos matorrales de helechos, tojos y zarzas.
La fauna salvaje es la típica de una zona costera con algunas aves marinas: gaviotas, halcones..., aves migratorias: golondrinas, tordos, arceas, estorninos...; en los bosques hay comadrejas, ardillas, jabalíes y zorros.

## Economía
Desde antiguo la población se dedicó a la agricultura y la ganadería, pero en la actualidad son las actividades del sector secundario las que predominan, viéndose influenciada esta por la existencia de una fábrica de tartas en la zona de Granderroble. El sector servicios también tiene su relevancia en la parroquia, no obstante el gran boom poblacional y económico de Quintueles es debido a su situación geográfica que permite vivir al lado de la gran ciudad y a la vez en medio de la tranquilidad.

## Transporte
La N-632 atraviesa la parroquia de este a oeste, permitiendo la comunicación con Gijón y Santander, de esta nacional surge además la carretera local VV-1, en dirección a la playa de La Ñora. A unos dos kilómetros se encuentra lo que se puede considerar el centro del pueblo, donde están la escuela y la Iglesia. Tras la construcción de la autovía transcantábrica se construyó un ramal de la N-632 que enlaza con la salida 370 de la citada autovía, dando acceso a todas las parroquias del occidente de Villaviciosa.

## Patrimonio cultural
Sus mayores monumentos son naturales como la playa de La Ñora, la segunda más visitada de concejo. Las múltiples sendas que existen para el paseante. Sus hórreos, caseríos y grandes fincas cultivadas con los productos estelares de la zona, como son la manzana y les fabes. Mención aparte merecen las canteras de piedra arenisca de gran tradición en la zona. Tiene una pequeña ermita del siglo XV que hace homenaje a la Virgen de las Nieves cada 5 de agosto y en su fiesta, se hace también una comida popular basada en el bonito a la plancha, arroz con leche y botella de sidra. Esta iglesia está protegida por un gran roble que da nombre al barrio donde se encuentra ubicada (Granderroble).

## Gastronomía
Les fabes, que aún se producen en gran cantidad y los pescados y mariscos de la zona constituyen la base de la gastronomía típica del pueblo. Platos como la fabada, les fabes con almejes, oricios, llámpares, quisquilla, andariques, centollos, congrios, lubinas y barbaes hacen las delicias de los paladares más exigentes. Todo ello regado con sidra de la tierra, que también se produce en abundancia, tanto en lagares particulares como industriales.

## Fiestas
- 5 de agosto. Fiestas de Granderrroble. Virgen de las Nieves.
- 24 de agosto. Fiestas de San Bartolomé.
- 23 de noviembre. Fiesta de San Clemente.
- En el mes de abril se celebra el festival gastronómico de la llámpara, que junto es organizado junto con Quintes por la Sociedad Cultural Recreativa Clarín en colaboración con hosteleros de ambos pueblos.